# Perrine Monogatari
Perrine (ペリーヌ物語, Perīnu Monogatari, lit. "A História da Perrine") é uma série de anime japonesa produzida pela Nippon Animation.
Foi a quarta produção das séries da World Masterpiece Theater. Foi baseada no romance francês, En Famille escrito por Hector Malot. O anime foi ao ar dia 1 de janeiro até 31 de dezembro de 1978, tendo 53 episódios.
Em Portugal a série não foi emitida em nenhum canal português mas sim vendida em fitas cassetes com dobragem portuguesa.

## Enredo
Perrine (também conhecida como "Peline Paindavoine" em Francês) é filha de pai francês e de mãe meio-Indiana. Seu pai morre ao longo de sua viagem. Antes de morrer, o pai pede para sua esposa e Perrine para retornar à sua cidade natal em Maraucourt. Perrine e sua mãe executam um estúdio de fotografia e viaja com ele para continuar sua jornada. No entanto, sua mãe morre, posteriormente, em Paris, deixando Perrine sozinha. Após suas últimas palavras, Perrine chega em Maraucourt depois de uma árdua jornada. A primeira vez que ela conhece seu avô Sr. Paindavoine ela acha que ele é muito severo e absolutamente despreza a sua mãe. Como resultado, Perrine esconde sua verdadeira identidade e usa um nome falso para trabalhar na fábrica de algodão de seu avô. No início, ela empurra um carrinho de mão. Mais tarde, trabalha na tradução da língua inglesa. Esse trabalho foi reconhecido pelo Sr. Paindavoine, que pediu para ela se tornar sua secretária.
Ela ficou muito triste ao descobrir que seu pai e seu avô estavam em condições terríveis. Seu avô tinha expulsado seu pai devido ao seu casamento com a mãe dela. No entanto, Perrine amava seu avô e fez o seu melhor, em termos de seu trabalho. O Sr. Paindavoine logo suavizou seu coração em relação à Perrine. No final, Perrine finalmente revela sua verdadeira identidade para ele.

## Lista dos episódios
- 1. A partida
- 2. O caminho largo
- 3. Nova esperança
- 4. Um duque com a roupa suja
- 5. Avô e neto
- 6. Duas mães
- 7. O rapaz do circo
- 8. O burro embriagado
- 9. Competência fotográfica
- 10. Os ladrões de câmera
- 11. As aventuras do Barão
- 12. Uma função especial
- 13. Passagem dos Alpes
- 14. Um belo país
- 15. França, França
- 16. Decisão valente
- 17. Alojamento em Paris
- 18. O velho Simon
- 19. Partilhando a pobreza
- 20. Adeus Parikal
- 21. Despedida de uma mãe
- 22. Amigos inesquecíveis
- 23. Perrine viaja sozinha
- 24. Perseguida pela má sorte
- 25. Reencontro com Parikal
- 26. Cri-Cri, o anjo salvador
- 27. O encontro com o avô
- 28. Na fábrica do avô
- 29. A casa à beira do lago
- 30. Com força própria
- 31. Os primeiros convidados
- 32. O mistério do nome
- 33. A carteira de Teodoro
- 34. Um belo dia
- 35. Em uma rede de intrigas
- 36. Esperança e temor
- 37. A mudança
- 38. Aurélia vai às compras
- 39. Notícias da Índia
- 40. Paixão cega
- 41. Chegando ao palácio de Bilfran
- 42. Um domingo com bons amigos
- 43. A visita de um parente desagradável
- 44. Notícias de Bósnia
- 45. A tristeza do avô
- 46. Uma nova esperança
- 47. Consequências de um incêndio
- 48. Lágrimas de alegria
- 49. A primeira nova área
- 50. A tentativa perigosa
- 51. Natal, um desejo onde se realiza
- 52. O final de uma longa jornada

## Banda sonora
- Japão:
  - (Abertura) "Perrine Monogatari" performada por Kumiko Ōsugi.
  - (Encerramento) "Kimagure Baron" performada por Kumiko Ōsugi.
- Portugal:
  - (Abertura) "Weint nicht mehr, Perrine" performada por Katja Ebstein.
  - (Encerramento) "Baron kleiner Hund".

## Recepção
Desde o seu estilo de animação que foi pouco sofisticado, a produção foi considerada como medíocre. Mas perto do final da produção, tornou-se uma das peças mais conceituados dentro do World Masterpiece Theater.